# GetYourGuide

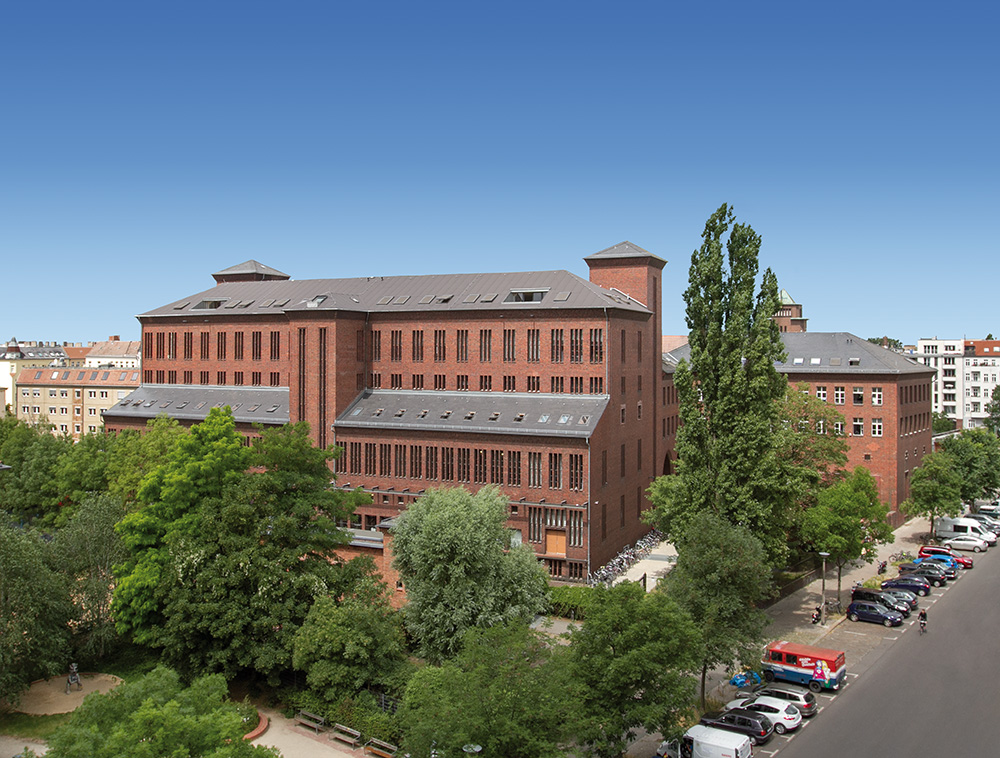
Hauptsitz von GetYourGuide in Berlin

GetYourGuide ist eine Website, auf der Touristen Aktivitäten wie Führungen und Ausflüge sowie Eintrittskarten für Sehenswürdigkeiten buchen können. Derzeit bietet GetYourGuide mehr als 30.000 Produkte an etwa 8.000 Reisezielen auf der ganzen Welt an und ist damit die weltweit größte Online-Buchungsplattform für Touren und Freizeitaktivitäten.
Drittanbieter können Werbeangebote schalten. Unternehmen bieten Sightseeing, Sport- und Abenteueraktivitäten, Mehrtagestouren, Tickets und andere Produkte an und können diese unter ihrer eigenen Marke hochladen und verwalten. Die Kunden können diese Produkte direkt auf der Website oder über iOS- und Android-Apps sowie durch ein eigenes Vertriebsnetzwerk mit etwa 1.500 Online-Reisebüros und -veranstaltern buchen. GetYourGuide erhält für Buchungen eine marktabhängige Provision.
2025 wurde der Anbieter neben weiteren Mitbewerbern von der italienischen Datenschutzbehörde zu einer Geldstrafe verurteilt, da diese systematisch Tickets von offiziellen Verkaufsstellen angekauft hätten, so dass diese dort ausverkauft und durch die Anbieter als Bestandteile teurerer Bundles weiterverkauft werden konnten.

## Unternehmensgeschichte
Träger der Website ist das 2008 von Johannes Reck, Martin Sieber, Tao Tao, Tobias Rein und Pascal Mathis gegründete Schweizer Start-up-Unternehmen GetYourGuide AG. Es beschäftigt etwa 100 Mitarbeiter am Hauptstandort Berlin und unterhält zwei weitere Büros in Las Vegas und in Zürich. Im April 2013 erwarb GetYourGuide die konkurrierende Website „Gidsy“. GetYourGuide kooperiert mit anderen Websites wie TripAdvisor und Expedia. Das Unternehmen hat auf seinem Markt zwei Hauptkonkurrenten, „Viator“ und das US-amerikanische Start-up-Unternehmen „Peek.com“.
Nach eigenen Angaben konnte GetYourGuide bis 2016 fast 100 Millionen US-Dollar Kapital akquirieren, wobei jedoch kein Geschäftsjahr profitabel ausfiel.
2017 erhielt GetYourGuide weitere 75 Millionen US-Dollar von den bisherigen Investoren KKR, Spark, Highland Capital Partners, Nokia Growth Partners und Sunstone Capital.
Im Mai 2019 wurde bekannt, dass GetYourGuide eine Finanzierung in Höhe von 484 Millionen US-Dollar von Softbank, Lakestar, Heartcore Capital und dem Singapurer Staatsfonds Temasek erhalten hat und damit zum Einhorn aufgestiegen ist. Das Spin-off wurde anscheinend erst 2009 an der ETH Zürich gegründet.

### Auswirkungen der COVID-19-Pandemie
Im Oktober 2020 entließ GetYourGuide 90 Mitarbeiter, was einem Sechstel der Belegschaft entsprach. Im selben Monat wurde bekannt, dass das Unternehmen weitere 114 Millionen Euro in Form einer Wandelanleihe aufgenommen hat. Im Februar 2021 gab das Unternehmen bekannt, dass ein revolvierender Kredit in Höhe von 80 Millionen Euro abgeschlossen worden sei.